# آلفرد و پالنتاگنت
الفرد و پالنتاگنت (به انگلیسی: Alfred and Plantagenet) یک Lower-tier municipalities در کانادا است که در انتاریو واقع شده‌است.

## خصوصیات
الفرد و پالنتاگنت ۹٬۱۹۶ نفر جمعیت دارد.